# Martín de Herrera
Martín de Herrera (Herrera del Duque, Badajoz, 29 de julio de 1573) fue guerrero de Felipe II en América. Su tío fue Martín Gómez de Herrera, capellán de Reyes Nuevos en la Santa Iglesia Catedral de Toledo, uno de los panteones oficiales de los reyes de Castilla.

## Trayectoria
En América, en Nueva España, fue alguacil mayor en varias ciudades del marquesado del Valle. Se unió a Pedro de Azcoeta, gobernador de Cartagena de Indias. En México reclutó a 800 soldados, con los que luchó en Filipinas contra unos corsarios, los sangleis. Fue herido de lanza y tras una larga convalecencia, sanó y conquistó Maluco y Ternate, hizo prisionero a su rey y volvió victorioso a Manila.